# Kai Gehring (Politiker)

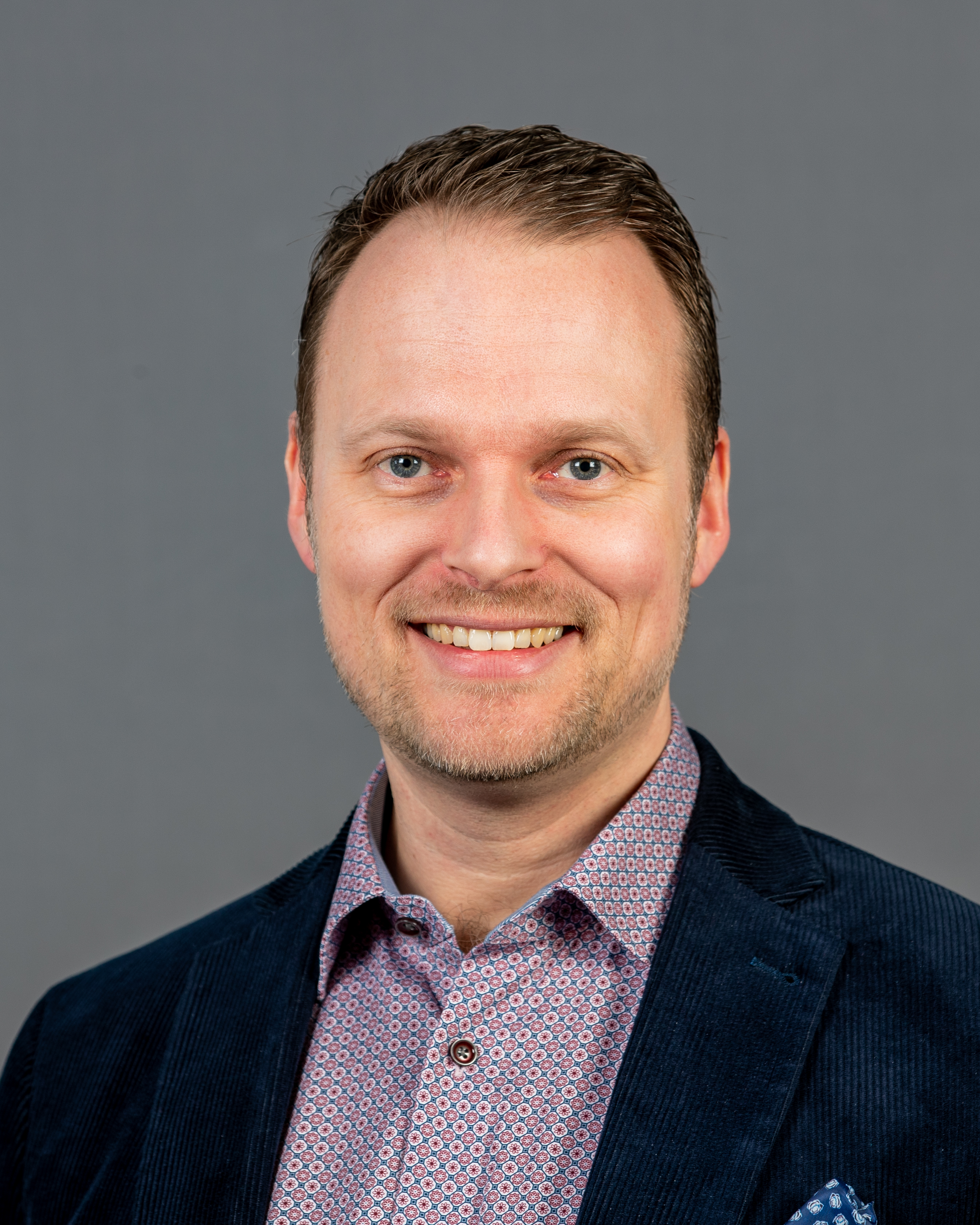
Kai Gehring (2020)

Kai Gehring (* 26. Dezember 1977 in Mülheim an der Ruhr) ist ein deutscher Politiker (Bündnis 90/Die Grünen). Er war von 2005 bis 2025 Mitglied des Deutschen Bundestages.

## Leben und Beruf
Nach dem Abitur 1997 am Geschwister-Scholl-Gymnasium in Velbert leistete Gehring seinen Zivildienst bei der Evangelischen Studierendengemeinde (ESG) in Essen und absolvierte ab 1998 ein Studium der Sozialwissenschaften an der Ruhr-Universität Bochum, welches er 2003 als Diplom-Sozialwissenschaftler (Dipl.-Soz.-Wiss.) beendete. Sein Wohnsitz befindet sich in Essen-Rüttenscheid und er lebt in gleichgeschlechtlicher Partnerschaft.

## Partei
Gehring wurde 1998 Mitglied bei Bündnis 90/Die Grünen und zählte zu den Mitbegründern des Landesverbandes der Grünen Jugend (GJ) in Nordrhein-Westfalen, deren Landesvorstand er von 1999 bis 2002, von 2000 bis 2002 als Sprecher, angehörte. Von 2002 bis 2006 gehörte er auch dem Landesvorstand des grünen Landesverbandes Nordrhein-Westfalen an. Von 2015 bis 2021 war er einer der beiden Vorsitzenden des Kreisverbandes Essen von Bündnis 90/Die Grünen. Ferner ist er regelmäßig Delegierter zu Landes- und Bundesparteitagen (LDK/BDK) sowie im Bezirksverband Ruhr von Bündnis 90/Die Grünen.

## Abgeordneter
Seit 2005 ist er Mitglied des Deutschen Bundestages und ist jeweils über die Landesliste Nordrhein-Westfalen in den Bundestag eingezogen. Von 2005 bis 2011 war er Sprecher für Jugend- und Hochschulpolitik der Bundestagsfraktion Bündnis 90/Die Grünen. Von Juni 2011 bis September 2013 war er in der Fraktion Sprecher für Bildungs- und Hochschulpolitik. Von 2013 bis 2017 war Gehring Sprecher für Hochschul-, Wissenschafts- und Forschungspolitik, und von 2017 bis 2021 dann Sprecher für Forschung, Wissenschaft und Hochschule.
Er war von 2013 bis 2021 Obmann seiner Fraktion im Ausschuss für Bildung, Forschung und Technikfolgenabschätzung. Von 2018 bis 2021 war er zudem Mitglied im Ausschuss für Menschenrechte und humanitäre Hilfe, sowie von 2018 bis 2019 und von 2022 bis 2025 stellvertretendes Mitglied im Unterausschuss für Auswärtige Kultur- und Bildungspolitik. Gehring war im 20. Deutschen Bundestag Vorsitzender des Ausschusses für Bildung, Forschung und Technikfolgenabschätzung und stellvertretendes Mitglied im Haushaltsausschuss.
Darüber hinaus war er stellvertretender Vorsitzender verschiedener Parlamentariergruppen, im 18. Deutschen Bundestag der Deutsch-Griechischen, im 19. Deutschen Bundestag der für arabischsprachige Staaten des Nahen und Mittleren Ostens, sowie der für Zentralafrika und im 20. Deutschen Bundestag der ASEAN Parlamentariergruppe.
Gehrings Ausschussführung wurde kritisiert, als er 2022 eine Debatte zu geplanten Änderungen des Infektionsschutzgesetzes verhinderte. Mehrere Oppositionspolitiker kritisierten den „einmaligen Vorgang“, der eine Beschneidung parlamentarischer Rechte darstelle. Die Opposition kündigte eine Beschwerde beim Ältestenrat und eine „juristische Klärung“ des Falls an. Gehring äußerte sich zu den Vorwürfen und sagte, dass es seit Jahren gängige Praxis sei, die Abstimmung zu Top 5 nicht zu debattieren, damit Sitzungen handhabbar bleiben. Außerdem soll zwischen den Fraktionen einhellig vereinbart worden sein, dass der Schwerpunkt der Sitzung die Folgen des Ukraine-Krieges sein soll.
Gehring und sein Parteikollege Rolf Fliß, dritter Bürgermeister von Essen, wurden im Mai 2024 in Essen nach einer Parteiveranstaltung verbal angegriffen, Fliß auch körperlich. Der Staatsschutz übernahm die Ermittlungen, da es Hinweise gegeben habe, dass der Angriff aufgrund der politischen Funktion von Fliß erfolgt sein könnte.
Mitte Juni 2024 kündigte er an, nicht mehr für die Wahl zum 21. Deutschen Bundestag kandidieren zu wollen.

## Mitgliedschaften in Gremien und Organisationen
Gehring war während seiner Zeit als Bundestagsabgeordneter ehrenamtlich in verschiedenen Kuratorien und Organisationen aktiv, unter anderem im Senat der Leibniz-Gemeinschaft, in Kuratorien der Bundeszentrale für politische Bildung, im Deutschen Studierendenwerk, bei der Aktion Deutschland Hilft, in der Deutschen Stiftung Friedensforschung, der Otto Benecke Stiftung, beim Kompetenzzentrum Technik, Diversity und Chancengleichheit, im Parlamentarischen Beirat FernUniversität Hagen und im Sozialverein für Lesben und Schwule. Als Ausschussvorsitzender im 20. Deutschen Bundestag gehörte er zudem qua Amt der Deutschen UNESCO-Kommission, sowie der Jury des Deutschen Studienpreis der Körber-Stiftung an.
Außerdem ist er seit 2006 im Fachbereich des Studienwerks der Heinrich-Böll-Stiftung sowie in der Grünen Akademie der Heinrich-Böll-Stiftung, seit 2011 im Kuratorium des Evangelischen Studienwerkes e. V. Villigst, seit 2021 in der Come Out! Stiftung und seit 2022 im Präsidium des Fördervereins der Universität Duisburg-Essen und im Stiftungsrat des Wirtschaftkollegs Berlin aktiv.

## Ausgewählte Veröffentlichungen
- Kai Gehring/Henrik Rubner (2020). Ein wichtiger Kompass in unruhigen Zeiten. Friedensforschung und die Empfehlungen des Wissenschaftsrates aus Perspektive der Politik. In: Zeitschrift für Friedens und Konfliktforschung, S. 167–178. doi:10.1007/s42597-020-00031-3
- Kai Gehring/Henrik Rubner (2019). Freie Forschung für freie Liebe. Magnus Hirschfeld und das Institut für Sexualwissenschaft, in: Blätter für deutsche und internationale Politik, 7/19. S. 115–120.
- Kai Gehring/Udo van Lengen (2015). Jäger der Peripherie. Agenda-Setting von Bildungsjournalisten, in: Klaus Klemm/Jutta Roitsch (Hrsg.): Hauptsache Bildung. Wissenschaft, Politik, Medien und Gewerkschaften nach PISA. Waxmann, S. 67–74.
- Kai Gehring (2009). Das Gesicht hinter den Tickermeldungen. Karl-Heinz Reith, in: Maybrit Illner/Hajo Schumacher (Hrsg.): Schmierfinken. Politiker über Journalisten. Wilhelm Heyne Verlag, S. 145–150.